# Richard Meyer (Politiker, 1893)
Friedrich Otto Richard Meyer (* 27. Mai 1893 in Bismark; † 13. September 1974 in Coppenbrügge) war ein deutscher Politiker (NSDAP). Vom 12. April 1933 bis zum 30. Juni 1944 war er Bürgermeister in Stendal.

## Leben und Wirken
Meyer wurde als Sohn des Arbeiters Friedrich Wilhelm Meyer und dessen Ehefrau Louise Wilhelmine Caroline, geborene Schulz, in Bismark bei Stendal geboren. Bis zum 14. Lebensjahr besuchte er die dortige Volksschule, dann die Präparandenanstalt, danach das Lehrerseminar Osterburg und legte 1914 in Osterburg die erste Lehrerprüfung ab.
Am 8. August 1914 trat er als Kriegsfreiwilliger in das Husarenregiment Nr. 10 ein, kam zur 6. Kavallerie-Division und zog mit dem Dragoner-Regiment Nr. 21 ins Feld. Im Juli 1915 wurde er schwer verwundet und am 11. Januar 1919 als Sanitätsunteroffizier nach Hause entlassen.
Am 1. März 1919 kam er als Lehrer in die Schule in Bismark und legte 1920 die zweite Lehrerprüfung ab. Am 1. Oktober 1924 wurde er nach Klietz versetzt. Mit dem Disziplinarurteil vom 4. Februar 1926 erfolgte seine Entlassung aus dem Schuldienst wegen „unerlaubten Entfernens vom Amte“. Anschließend übernahm er als Geschäftsführer das Speditionsgeschäft seiner Schwiegereltern in Bismark, das er später verkauft haben soll. Meyer war bis 1930 Mitglied des Stahlhelms. Zum 1. Dezember 1930 trat er der NSDAP bei (Mitgliedsnummer 371.392), wurde Ortsgruppenleiter und Stadtverordneter in Bismark. Am 1. Dezember 1931 wurde er zum NSDAP-Kreisleiter des Stadt- und Landkreises Stendal ernannt. Dieses Amt bekleidete er bis zum 17. Dezember 1935.
Nach der Kommunalwahl im März 1933 wurde er am 7. April desselben Jahres vom Regierungspräsidenten in Magdeburg mit der kommissarischen Verwaltung der zweiten Bürgermeisterstelle beauftragt. Am 19. Mai 1933 wurde er in Stendal ortsansässig. Am 1. April 1934 wurde Meyer Mitglied der SS (Mitgliedsnummer 253.356). Ab 9. November 1934 war er SS-Obersturmführer.
Aufgrund privater Umstände bat Meyer am 21. März 1944 um die Versetzung in eine andere gleichwertige Stelle als Bürgermeister. Als Begründung nannte er die Absicht, sich wieder zu verheiraten mit der in Scheidung lebenden Frau Seehaus aus Stendal. Am 1. Juli 1944 wurde er nach Aschersleben versetzt.
Am 8. Mai 1945 (andere Quellen nennen den 7. Mai) wurde Meyer verhaftet und dem CIC vorgeführt. Er wurde im Lager Staumühle Hiddensen/Detmold interniert. In Verbindung mit dem Nürnberger Urteil wurde Meyer als Aktivist eingestuft und zu einem Jahr Gefängnis verurteilt. Am 9. Februar 1948 wurde das Urteil rechtskräftig. Die Strafe wurde aufgrund der Internierung für verbüßt erklärt.
Meyer war zweimal verheiratet. Zuerst seit dem 19. März 1920 mit Else Ida Frieda, geborene Estedt. Mit ihr hatte er zwei Kinder: Gisela Meyer (geboren am 6. Juni 1920) und Christa Elisabeth Meyer (geboren am 24. Dezember 1922). Seine Frau starb am 15. November 1940 nach langer schwerer Krankheit. Am 18. November 1944 heiratete er Frieda, geborene Duhm, geschiedene Seehaus.
Meyer wohnte 1933 im Schadewachten, 1935 Markt 7 (im Haus der NSDAP-Kreisleitung) und seit 15. April 1937 Westwall 29 (Dienstwohnung). Meyer kandidierte auf dem Wahlvorschlag für die NSDAP auf Platznummer 655 bei der Wahl zum Deutschen Reichstag am 12. November 1933, zog aber nicht in den nationalsozialistischen Reichstag ein.